# سرقفلی

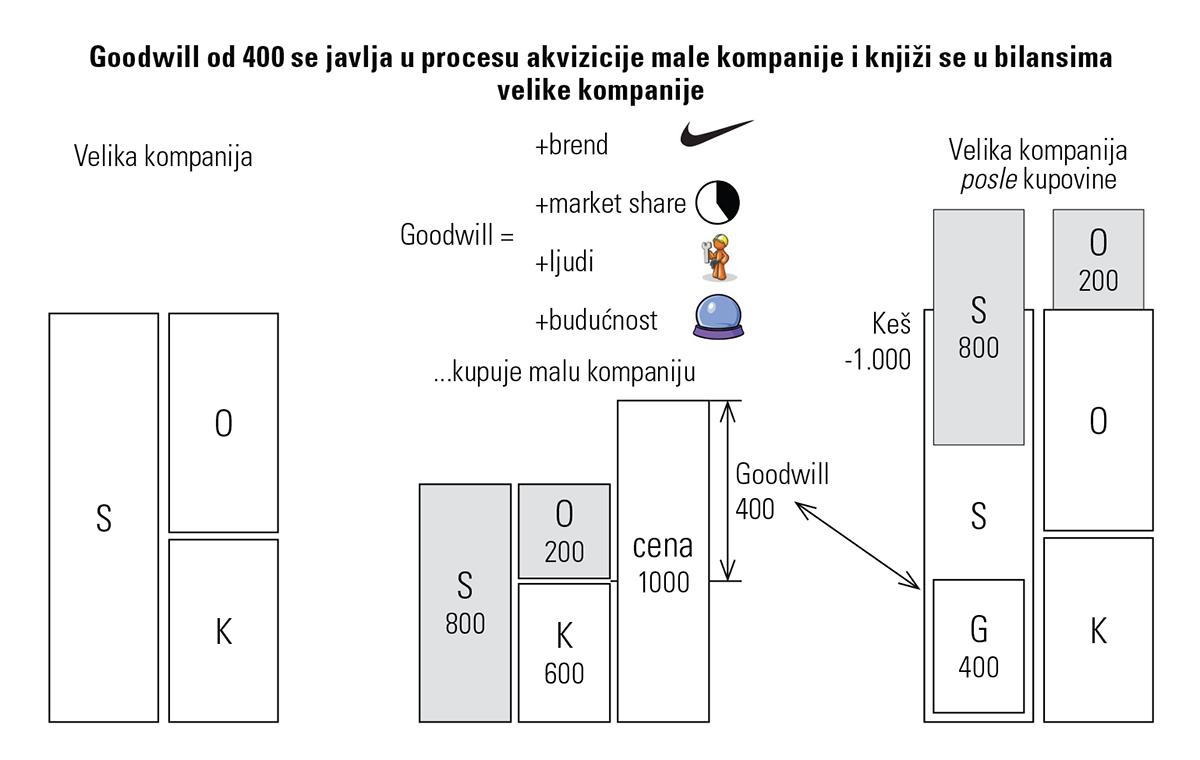
سرقفلی ها برای برند های مختلف

سرقفلی حقی است معنوی که تاجر برای تقدم در اجارهٔ محل و ادامهٔ تجارت در محل کار خود دارد؛ و جزء اموال غیرمنقول تبعی است.
دارایی نامشهودی که در نتیجه اکتساب یک شرکت توسط شرکت دیگر به قیمتی بیشتر از ارزش واقعی ایجاد شده، سرقفلی نامیده می‌شود. ارزش برند شرکت، مشتریان وفادار زیاد، روابط خوب با مشتریان، روابط خوب با کارکنان و هر نوع اختراع، حق کپی‌رایت یا تکنولوژی اختصاصی، نشان‌دهنده سرقفلی است. سرقفلی به‌عنوان دارایی نامشهود در نظر گرفته می‌شود، زیرا یک دارایی فیزیکی مثل ساختمان یا تجهیزات نیست. حساب سرقفلی در ترازنامه، در بخش دارایی‌های شرکت، منعکس می‌شود.
مبنای این حق مالی بر این پایه استوار است که موسسات تجارتی بیشتر اوقات در ساختمان‌هایی ساخته می‌شوند که مالکیت آن‌ها متعلق به دیگران است، و این ارزش را باید سوایِ ارزشِ مادیِ آن ملک، و متعلق به کسی دانست که آن را به وجود آورده‌است. از سوی دیگر ادامهٔ فعالیت تاجر که آن را می‌توان به هر پیشه خدماتی یا حتی تولیدی نیز تسری داد تا حد زیادی مستلزم استقرار او در مکان اولیه است.
این حق به صاحب آن اجازه می‌دهد ثمرهٔ فعالیت خود را از مالک یا کسی که پس از او قصد اجاره محل را دارد دریافت کند، و همچنین اختیار تامِ مالک برای‌بیرون‌کردنِ مستأجر را ازبین می‌برد.
سرقفلی دو معنای حقوقی متفاوت دارد. این عبارت می‌تواند به کالا یا اشتهار یک نام تجاری و شهرت عالی شرکتی اشاره داشته باشد که مزایای رقابتی مهمی را فراهم می‌کند. در این حالت یعنی مؤسسه دارایی‌های مهم ولی نامشهودی دارد که در ترازنامه گزارش داده نشده‌است. در معنای دوم، مؤسسه ممکن است برای خرید سرقفلی‌ای که در طول سال‌ها به وسیلهٔ سازمان دیگری ایجاد شده‌است، مبلغی نقد بپردازد. تنها سرقفلی خریداری شده در بخش دارایی در ترازنامه گزارش می‌شود. سر قفلی تعیین کننده عهده دار یک واحد تجاری است.

## ماهیت حقوقی سرقفلی
حق سرقفلی در قوانین سال ۱۳۵۶ و ۱۳۷۶ ایران ماهیتی متمایز یافته‌است. بر مبنای قانون موجر و مستأجر سال ۵۶ عقد اجاره اماکن تجاری، به انقضای مدت خاتمه نیافته و موجر تنها در برخی موارد حق تخلیه را داراست. سرقفلی در این قانون با هیچ‌یک از قواعد حقوق قابل توجیه نمی‌باشد. اما در قانون سال ۱۳۷۶ وضع متفاوت است. در قانون اخیر، سرقفلی با پرداخت مبلغی جهت تمدید متمادی قرارداد اجاره بر طبق شرایط گذشته‌است. همچنین در این قانون مستأجر می‌تواند جهت اسقاط حقوق خود و تخلیه پیش از انقضای قرارداد، مبلغی تحت عنوان سرقفلی از موجر اخذ کند.
قراردادهای اجاره که قبل از سال ۱۳۷۶ تنظیم شده‌اند، مشمول قانون موجر و مستأجر ۱۳۵۶ می‌باشند.

### قانون روابط موجر و مستأجر ۱۳۵۶ ماده ۲۸
در مواردی که حکم تخلیه عین مستاجره با پرداخت حق کسب یا پیشه یا تجارت صادر و قطعی می‌شود موجر مکلف است ظرف سه ماه از تاریخ ابلاغ حکم قطعی وجه معینه را در صندوق دادگستری تودیع یا ترتیب پرداخت آن را به مستأجر بدهد والا حکم مزبور ملغی‌الاثر خواهد بود مگر اینکه طرفین به مدت بیشتری توافق کرده باشند. در سایر موارد نیز هرگاه موجر ظرف‌یکسال از تاریخ ابلاغ حکم قطعی تقاضای صدور اجرائیه ننماید حکم صادرشده ملغی‌الاثر است. مگر اینکه بین موجر و مستأجر برای تأخیر تخلیه توافق شده باشد.
حکمی که با توجه به ماده ۲۸ قانون موجر و مستأجر ۱۳۵۶ ملغی الاثر شده، با ملغی‌الاثر شدن حکم، مبانی آن نیز کان‌لم یکن تلقی می‌شود. فلسفه ملغی‌الاثر شدن رأی و لزوم تجدید عرض حال رعایت مصلحت مستأجر توسط قانون‌گذار به‌منظور تعیین حقوق کسب و پیشه و تجارت عادلانه و متناسب با نرخ روز بوده‌است؛ و دادگاه می‌بایست میزان سرقفلی به نرخ عادله روز را تعیین کند.